# Costanza d'Aragona (signora di Villena 1240)
Costanza d'Aragona (Saragozza, 1240 – 1269) è stata una principessa aragonese e signora consorte di Villena.

## Biografia
Era figlia del re Giacomo I d'Aragona e della seconda moglie la principessa Iolanda d'Ungheria.
Suo padre aveva già creato un'alleanza matrimoniale con il confinante Regno di Castiglia dando Violante d'Aragona in sposa all'erede al trono di Castiglia Alfonso. La continua guerra per la Reconquista, che vedeva impegnati entrambi i regni, spinse i rispettivi sovrani a contrattare un secondo matrimonio per unirli ancora di più nella comune causa. Fu così che Costanza venne data in moglie all'infante Manuele di Castiglia, figlio del defunto re Ferdinando, che sposò a Soria nel 1260.
Con il matrimonio Costanza divenne signora di Escalona, Penafiel e Villena.
Diede al marito due figli:
- Alfonso (1261-1276), fatto sposare nel 1266 ancora bambino con Guilemette figlia del Visconte Gastone de Bearn;
- Violante (?-Lisbona, 1314), data in sposa nel 1287 all'infante Alfonso di Portogallo.

Costanza morì nel 1269. Suo marito si risposò nel 1274 con Beatrice di Savoia, figlia di Amedeo IV di Savoia.

## Ascendenza
|                      |                     |                               | Genitori                     |  |  | Nonni |  |  | Bisnonni             |  |  | Trisnonni                            |  |
|                      |                     |                               |                              |  |  |       |  |  | Alfonso II d'Aragona |  |  | Raimondo Berengario IV di Barcellona |  |
|                      |                     |                               |                              |  |  |       |  |  | Alfonso II d'Aragona |  |  | Raimondo Berengario IV di Barcellona |  |
|                      |                     | Petronilla di Aragona         |                              |  |  |       |  |  | Alfonso II d'Aragona |  |  |                                      |  |
| Pietro II di Aragona |                     |                               |                              |  |  |       |  |  | Alfonso II d'Aragona |  |  |                                      |  |
|                      |                     | Sancha di Castiglia           | Alfonso VII di León          |  |  |       |  |  |                      |  |  |                                      |  |
|                      |                     | Sancha di Castiglia           | Alfonso VII di León          |  |  |       |  |  |                      |  |  |                                      |  |
|                      |                     | Sancha di Castiglia           | Richenza di Polonia          |  |  |       |  |  |                      |  |  |                                      |  |
| Giacomo I d'Aragona  |                     | Sancha di Castiglia           |                              |  |  |       |  |  |                      |  |  |                                      |  |
|                      |                     | Guglielmo VIII di Montpellier | Guglielmo VII di Montpellier |  |  |       |  |  |                      |  |  |                                      |  |
|                      |                     | Guglielmo VIII di Montpellier | Guglielmo VII di Montpellier |  |  |       |  |  |                      |  |  |                                      |  |
|                      |                     | Guglielmo VIII di Montpellier | Matilda di Borgogna          |  |  |       |  |  |                      |  |  |                                      |  |
| Maria di Montpellier |                     | Guglielmo VIII di Montpellier |                              |  |  |       |  |  |                      |  |  |                                      |  |
|                      |                     | Eudocia Comnena               | Alexios Komnenos             |  |  |       |  |  |                      |  |  |                                      |  |
|                      |                     | Eudocia Comnena               | Alexios Komnenos             |  |  |       |  |  |                      |  |  |                                      |  |
|                      |                     | Eudocia Comnena               | Maria Dukaina                |  |  |       |  |  |                      |  |  |                                      |  |
| Costanza d'Aragona   |                     | Eudocia Comnena               |                              |  |  |       |  |  |                      |  |  |                                      |  |
|                      | Béla III d'Ungheria | Géza II d'Ungheria            |                              |  |  |       |  |  |                      |  |  |                                      |  |
|                      | Béla III d'Ungheria | Géza II d'Ungheria            |                              |  |  |       |  |  |                      |  |  |                                      |  |
|                      | Béla III d'Ungheria | Efrosin'ja Mstislavna         |                              |  |  |       |  |  |                      |  |  |                                      |  |
| Andrea II d'Ungheria | Béla III d'Ungheria |                               |                              |  |  |       |  |  |                      |  |  |                                      |  |
|                      |                     | Agnese d'Antiochia            | Rinaldo di Châtillon         |  |  |       |  |  |                      |  |  |                                      |  |
|                      |                     | Agnese d'Antiochia            | Rinaldo di Châtillon         |  |  |       |  |  |                      |  |  |                                      |  |
|                      |                     | Agnese d'Antiochia            | Costanza d'Antiochia         |  |  |       |  |  |                      |  |  |                                      |  |
| Iolanda d'Ungheria   |                     | Agnese d'Antiochia            |                              |  |  |       |  |  |                      |  |  |                                      |  |
|                      |                     | Pietro II di Courtenay        | Pietro I di Courtenay        |  |  |       |  |  |                      |  |  |                                      |  |
|                      |                     | Pietro II di Courtenay        | Pietro I di Courtenay        |  |  |       |  |  |                      |  |  |                                      |  |
|                      |                     | Pietro II di Courtenay        | Elisabetta di Courtenay      |  |  |       |  |  |                      |  |  |                                      |  |
| Iolanda di Courtenay |                     | Pietro II di Courtenay        |                              |  |  |       |  |  |                      |  |  |                                      |  |
|                      |                     | Iolanda di Fiandra            | Baldovino V di Hainaut       |  |  |       |  |  |                      |  |  |                                      |  |
|                      |                     | Iolanda di Fiandra            | Baldovino V di Hainaut       |  |  |       |  |  |                      |  |  |                                      |  |
|                      |                     | Iolanda di Fiandra            | Margherita I di Fiandra      |  |  |       |  |  |                      |  |  |                                      |  |
|                      |                     | Iolanda di Fiandra            |                              |  |  |       |  |  |                      |  |  |                                      |  |